# Hermann Wilhelm Ebel
Hermann Wilhelm Ebel (ur. 10 maja 1820 w Berlinie, zm. 19 sierpnia 1875 w Misdroy – obecnych Międzyzdrojach) – niemiecki filolog, specjalista w dziedzinie języków celtyckich.

## Fakty z życia
H. W. Ebel w latach 1831–1836 uczęszczał do berlińskiego gimnazjum Zum Grauen Kloster (Berlinisches Gymnasium zum Grauen Kloster). Już w młodości przejawiał zdolności językowe; ponadto interesował się muzyką i poezją. W wieku szesnastu lat podjął studia na Uniwersytecie Humboldta w Berlinie, studiując m.in. historię i filologię klasyczną. Był uczniem prof. Philippa Augusta Böckha. W wolnym czasie kontynuował naukę muzyki pod kierunkiem kompozytora Josepha Marxa. Wiosną 1838 podjął filologiczne studia porównawcze na uniwersytecie w Halle pod kierunkiem teologa i lingwisty Augusta Potta. Po powrocie w 1839 do rodzinnego miasta kontynuował prace porównawcze pod kierunkiem Franza Boppa – ówczesnego językoznawcy, jednego z twórców językoznawstwa historyczno-porównawczego. Studia ukończył w 1842 i po rocznej pracy we francuskim gimnazjum w Berlinie kontynuował działalność naukową. Około 1847 podjął studia nad językiem staroperskim. Od 1852 przez sześć lat Ebel piastował stanowisko profesora w Instytucie Biheim-Schwarzbach. W okresie tym podjął studia nad językiem prasłowiańskim i językami celtyckimi. W 1858 został przeniesiony na stanowisko „pierwszego nauczyciela” w gimnazjum w Schneidemühl (obecnie Piła), które piastował przez okres dziesięciu lat. Od 1872 datuje się powrót Hermana Ebela na Uniwersytet w Berlinie, gdzie jako profesor lingwistyki porównawczej kierował pracami w tej dziedzinie do śmierci.
Profesor H.W. Ebel zmarł w wieku 55 lat na atak serca w Międzyzdrojach na wyspie Wolin.

## Dzieła
Głównym dziełem Hermana Ebela było skorygowanie i ponowne edytowanie pracy Johanna Kaspara Zeußßa -Grammatica Celtica (Berlin 1871). 
Opublikował także między innymi:
- De verbi Britannici futuro ac conjunctivo (1866),
- De Zeussii curis positis in Grammatica Celtica (1869).
- Celtic Studies (1863).
- Indogermanische Chrestomathie (1869).